# خانه سهامی
خانه تاریخی سهامی مربوط به اواخر دوره قاجار - اوایل دوره پهلوی است و در شهرستان کاشان، بخش مرکزی، شهر کاشان، فین بزرگ، محله حاج نایب، کوی جول آباد واقع شده و این اثر در تاریخ ۱ اردیبهشت ۱۳۸۸ با شمارهٔ ثبت ۲۶۵۸۶ به‌عنوان یکی از آثار ملی ایران به ثبت رسیده است.